# Idukki Township
Idukki Township là một thị trấn của quận Idukki thuộc bang Kerala, Ấn Độ.

## Nhân khẩu
Theo điều tra dân số năm 2001 của Ấn Độ, Idukki Township có dân số 11.014 người. Phái nam chiếm 51% tổng số dân và phái nữ chiếm 49%. Idukki Township có tỷ lệ 82% biết đọc biết viết, cao hơn tỷ lệ trung bình toàn quốc là 59,5%: tỷ lệ cho phái nam là 84%, và tỷ lệ cho phái nữ là 81%. Tại Idukki Township, 12% dân số nhỏ hơn 6 tuổi.